# إيلين إيسيل
إيلين إيسيل (بالإنجليزية: Eileen Essell)‏ هي ممثلة بريطانية، ولدت في 8 أكتوبر 1922 بلندن في المملكة المتحدة، وتوفيت بنفس المكان في 15 فبراير 2015 بسبب مرض.

## أعمال

### أفلام
- (2004) العثور على أرض الخلود[2]
- (2005) المنتجان
- (2005) تشارلي ومصنع الشوكولاتة[3]

## وصلات خارجية
- إيلين إيسيل على موقع IMDb (الإنجليزية)
- إيلين إيسيل على موقع ألو سيني (الفرنسية)
- إيلين إيسيل على موقع ميوزك برينز (الإنجليزية)
- إيلين إيسيل على موقع أول موفي (الإنجليزية)
- إيلين إيسيل على موقع قاعدة بيانات الأفلام السويدية (السويدية)
- إيلين إيسيل على موقع قاعدة بيانات الفيلم (الإنجليزية)
- إيلين إيسيل على موقع كينوبويسك (الروسية)